# 薛曾
薛曾（1520年—？），字師孔，號南岐，福建福州府福清縣人，鹽籍，明朝政治人物。

## 生平
嘉靖三十四年（1555年）乙卯科福建鄉試第六十六名舉人，三十五年（1556年）中式丙辰科會試第二百四十九名，三甲第一百三十八名進士。戶部觀政，授中書舍人，四十三年（1564年）升兵部主事，調吏部主事，四十五年（1566年）升吏部考功司員外郎，閏十月出為四川按察司副使，隆慶五年（1571年）正月升廣西布政使司右參政。

## 家族
曾祖薛元敬；祖父薛文魁；父薛廷宣，封中書舍人。母黃氏（封孺人）。兄薛諾、薛祺、薛唯，弟薛潮、薛璞。